# Źródła dziejowe
Źródła dziejowe – XIX-wieczne wydawnictwo źródłowe dotyczące historycznych dokumentów z XVI-XVII wieku, wydawane w Warszawie w latach 1876–1915, redagowane przez polskich historyków Adolfa Pawińskiego oraz Aleksandra Waleriana Jabłonowskiego.

## Historia
W latach 1875–1876 kierownik Archiwum Głównego Adolf Pawiński opracował oraz wydał swoje pierwsze, większe wydawnictwo źródłowe pt. "Pamiętniki Marcina Matuszewicza kasztelana brzesko-litewskiego 1714-1765", które opublikowane zostało w 4 tomach. W tym samym roku podjął on współpracę z innym polskim historykiem Aleksandrem Jabłonowskim. Razem już w 1875 rozpoczęli pracę nad serią wydawniczą pt. Źródła dziejowe mającą na celu naukowe opracowanie oraz publikację materiałów źródłowych z zasobów Archiwum Akt Dawnych w Warszawie.
Ramy czasowe tej serii obejmują XVI oraz XVII wiek. Większość opublikowanych tomów dotyczy wieku XVI kilka wieku XVII.
Seria dzieli się na dwie części. Pierwsze 11. tomów jest opracowaniem dokumentów historycznych ułożonych tematycznie i poświęconych konkretnym periodom oraz zagadnieniom. Druga seria pt. Polska XVI wieku pod względem geograficzno-statystycznym stanowi próbę słownikowego i geograficznego opisu Polski XVI wieku.
W swojej pracy historycy wykorzystali zachowane, archiwalne dokumenty źródłowe takie jak rachunki skarbowe, księgi i rejestry poborowe, lustracje królewszczyzn, rewizje zamków i inne.

## Wydane tomy
Źródła dziejowe wydane zostały w latach (1876-1915). Opublikowano 26 tomów:
- T. 1. Krzysztofa Grzymułtowskiego wojewody poznańskiego Listy i mowy, Warszawa, 1876[4] ,
- T. 2. Dzieje zjednoczenia Ormian polskich z Kościołem Rzymskim w XVII wieku, z dwóch rękopisów, z włoskiego i łacińskiego w przekładzie polskim, Warszawa, 1876[5] ,
- T. 3. Stefan Batory pod Gdańskiem w 1576 -1577, Warszawa, 1877[6] ,
- T. 5. Lustracye królewszczyzn ziem ruskich Wołynia, Podola i Ukrainy z pierwszej połowy XVII wieku, Warszawa, 1877[7] ,
- T. 6. Rewizya zamków ziemi wołyńskiej w połowie XVI wieku..., Warszawa, 1877[7] ,
- T. 7. Sprawy Prus Książęcych za Zygmunta Augusta w r. 1566 -1568 : dyaryusz trzykrotnego poselstwa komisarzy królewskich, Warszawa, 1879[8] ,
- T. 8. Skarbowość w Polsce i jej dzieje za Stefana Batorego 1576-1586, Warszawa, 1881[9] ,
- T. 9. Księgi podskarbińskie z czasów Stefana Batorego 1576-1586, Warszawa, 1881[9] ,
- T. 10. Sprawy wołoskie za Jagiellonów : akta i listy, Warszawa, 1878[10] ,
- T. 11. Akta metryki koronnej co ważniejsze z czasów Stefana Batorego. 1576-1586, Warszawa, 1882[11] ,
- Polska XVI wieku pod względem geograficzno-statystycznym:
  - T. 12. w serii, T. 1 w publikacji, Wielkopolska cz. 1, Warszawa, 1883[12] ,
  - T. 13. w serii, T. 2 w publikacji, Wielkopolska cz. 2, Warszawa, 1883[12] ,
  - T. 14. w serii, T. 3 w publikacji, Małopolska cz. 1, Warszawa, 1886[13] ,
  - T. 15. w serii, T. 4 w publikacji, Małopolska cz. 2, Warszawa, 1886[13] ,
  - T. 16. w serii, T. 5 w publikacji, Mazowsze, Warszawa, 1895[14] ,
  - T. 17. w serii, T. 6 w publikacji, Podlasie cz. 1, Warszawa, 1908[15] ,
  - T. 18. w serii, T. 7 w publikacji, Podlasie cz. 2, Warszawa, 1909[16] ,
  - T. 19. w serii, T. 8 w publikacji, Podlasie cz. 3, Warszawa, 1910[17] ,
    - Ziemie ruskie
      - T. 20 [XVIII]. w serii, T. 9 w publikacji, Ziemie ruskie. Ruś Czerwona. Cz. 1, Warszawa, 1902[18] ,
      - T. 21 [XVIII]. w serii, T. 10 w publikacji, Ziemie ruskie. Ruś Czerwona. Cz. 2, Warszawa, 1903[19] ,
      - T. 22. w serii, T. 11 w publikacji, Ziemie ruskie. Wołyń i Podole, Warszawa, 1889[20] ,
      - T. 23. w serii, T. 12 w publikacji, Ziemie ruskie. Ukraina (Kijów-Bracław). T. 1, Warszawa, 1894[21] ,
      - T. 24. w serii, T. 13 w publikacji, Ziemie ruskie. Ukraina (Kijów-Bracław). T. 2, Warszawa[21] ,
      - T. 25. w serii, T. 14 w publikacji, Ziemie ruskie. Ukraina (Kijów-Bracław). T. 3, Warszawa[22] ,

  - T. 26. w serii, T. 15 w publikacji, Inflanty. Cz. 1, Warszawa, 1915[23] ,